# Söllichau

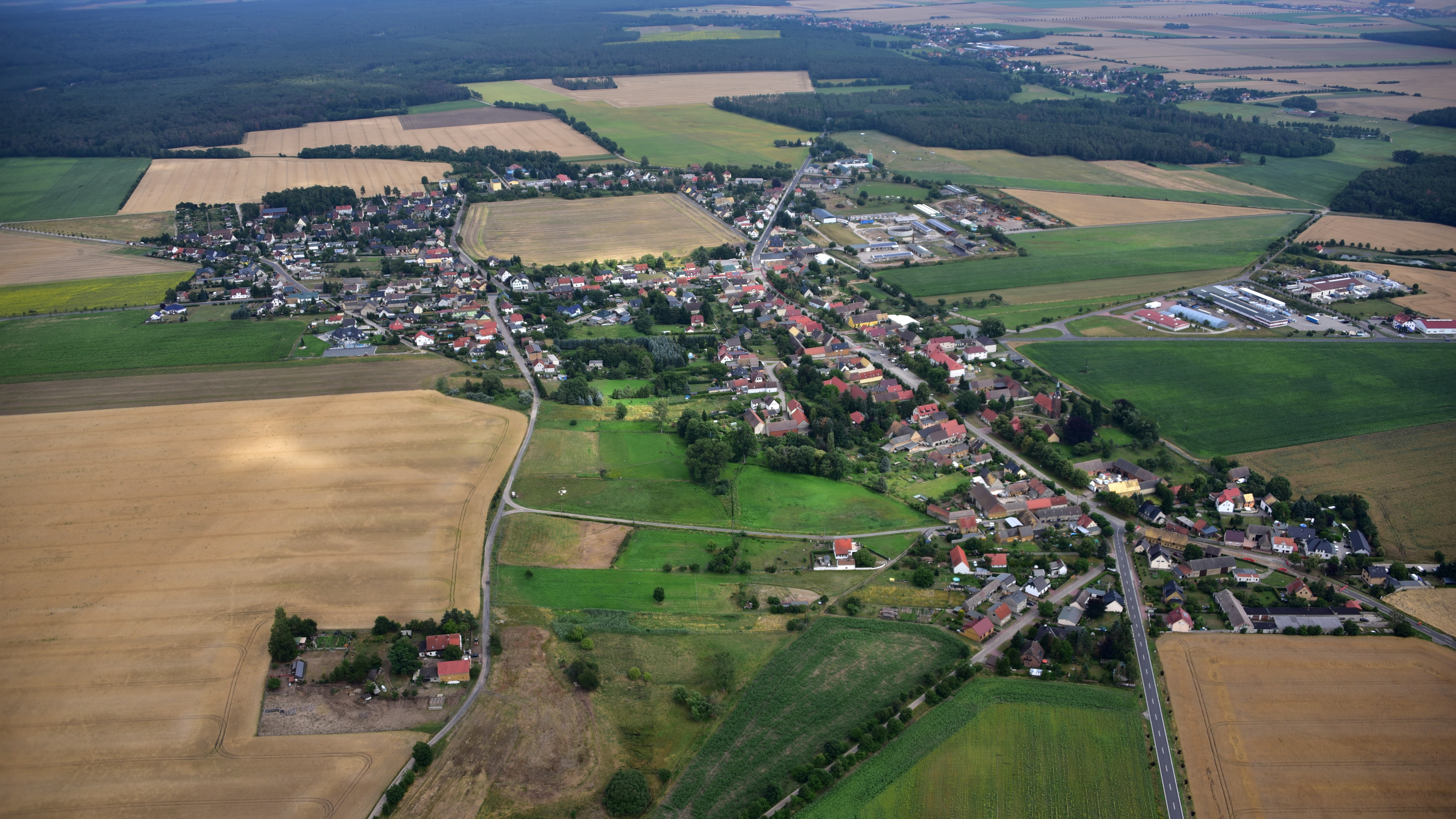
Söllichau, Luftaufnahme (2019)

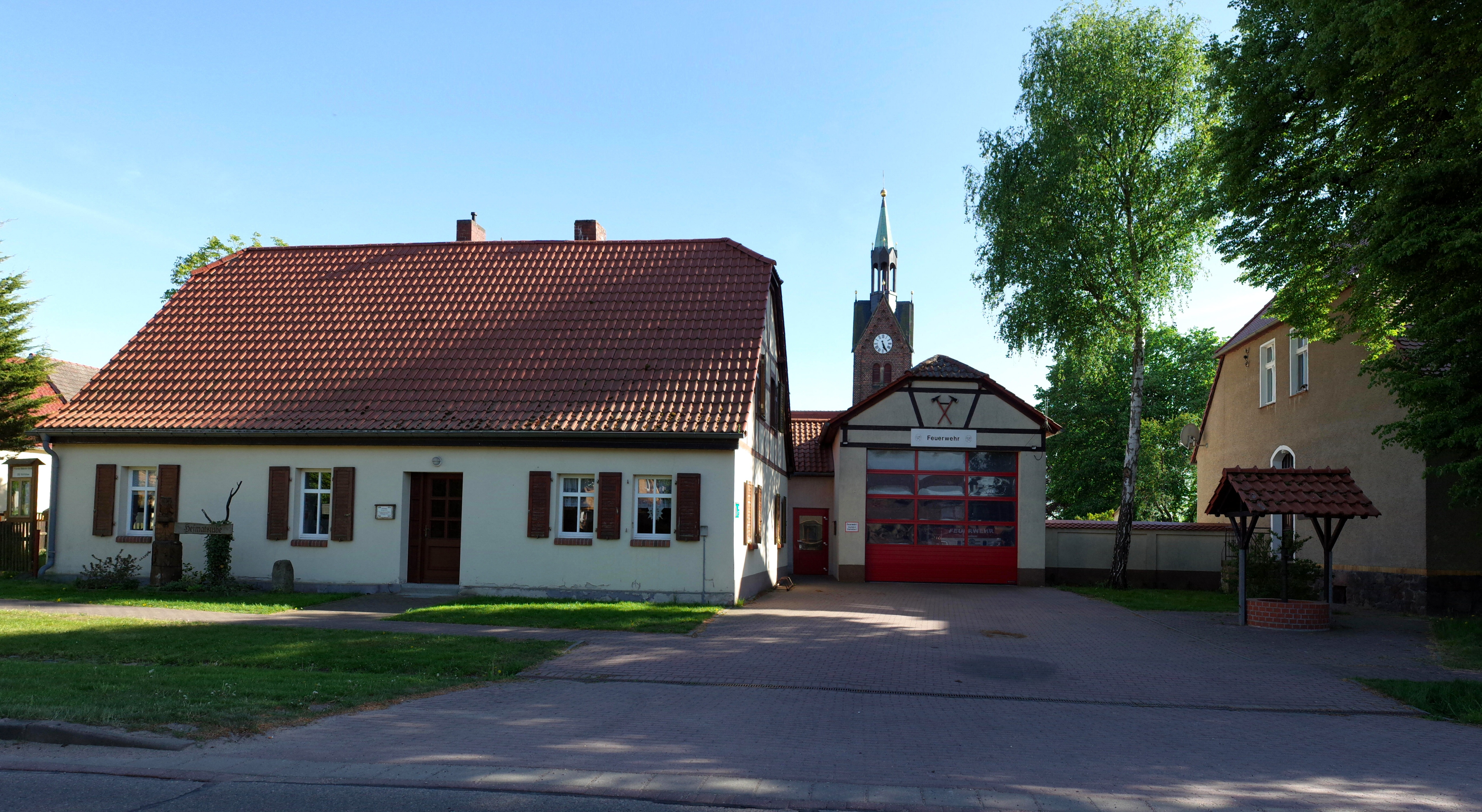
Heimatstube, Dorfkirche, Freiwillige Feuerwehr und Brunnen am Pfarrhaus

Söllichau ist ein Ortsteil der Stadt Bad Schmiedeberg im Landkreis Wittenberg in Sachsen-Anhalt. Er liegt zwischen den Kleinstädten Bad Düben und Bad Schmiedeberg inmitten der Dübener Heide.

## Geografie
Umliegende Städte sind Bad Düben, Bad Schmiedeberg, Wittenberg, Kemberg und Torgau.
Nachbarorte
- Bad Schmiedeberg
- Korgau
- Tornau
- Bad Düben
- Kossa
- Durchwehna

## Geschichte
Söllichau wurde erstmals 1346 urkundlich erwähnt. Die Gegend wurde aber schon früher von Germanen und ab dem 6. Jahrhundert von Slawen bewohnt. Daher ist der Ortsname Söllichau slawischen Ursprungs: „Zelichow“ (Ort des Herrn Zelich). Nach der Eroberung durch die deutschen Könige wurde die Gegend um 1200 durch flämische Bauern besiedelt.
Bis 1815 gehörte Söllichau zu Sachsen und war der Renten- und Untergerichtsbarkeit des Amtes Düben und damit dem Leipziger Kreis unterstellt. Infolge der Wiener Kongressakte kam Söllichau zusammen mit dem gesamten Amt Düben zum Königreich und, nach 1918, zum Staat Preußen. Es gehörte zum Kreis Bitterfeld in der Provinz Sachsen.
Nach 1952 wurde Söllichau, zusammen mit seinen Nachbarorten Tornau und Schwemsal, dem Bezirk Halle und dem Kreis Gräfenhainichen zugeordnet. Nach der Wiedervereinigung Deutschlands 1990 verblieb Söllichau in Sachsen-Anhalt beim Kreis Gräfenhainichen, der später Teil des Landkreises Wittenberg wurde.
Seit dem 1. Juli 2009 gehört die ehemalige Gemeinde Söllichau zu Bad Schmiedeberg. Der letzte Bürgermeister war Lothar Hennig.

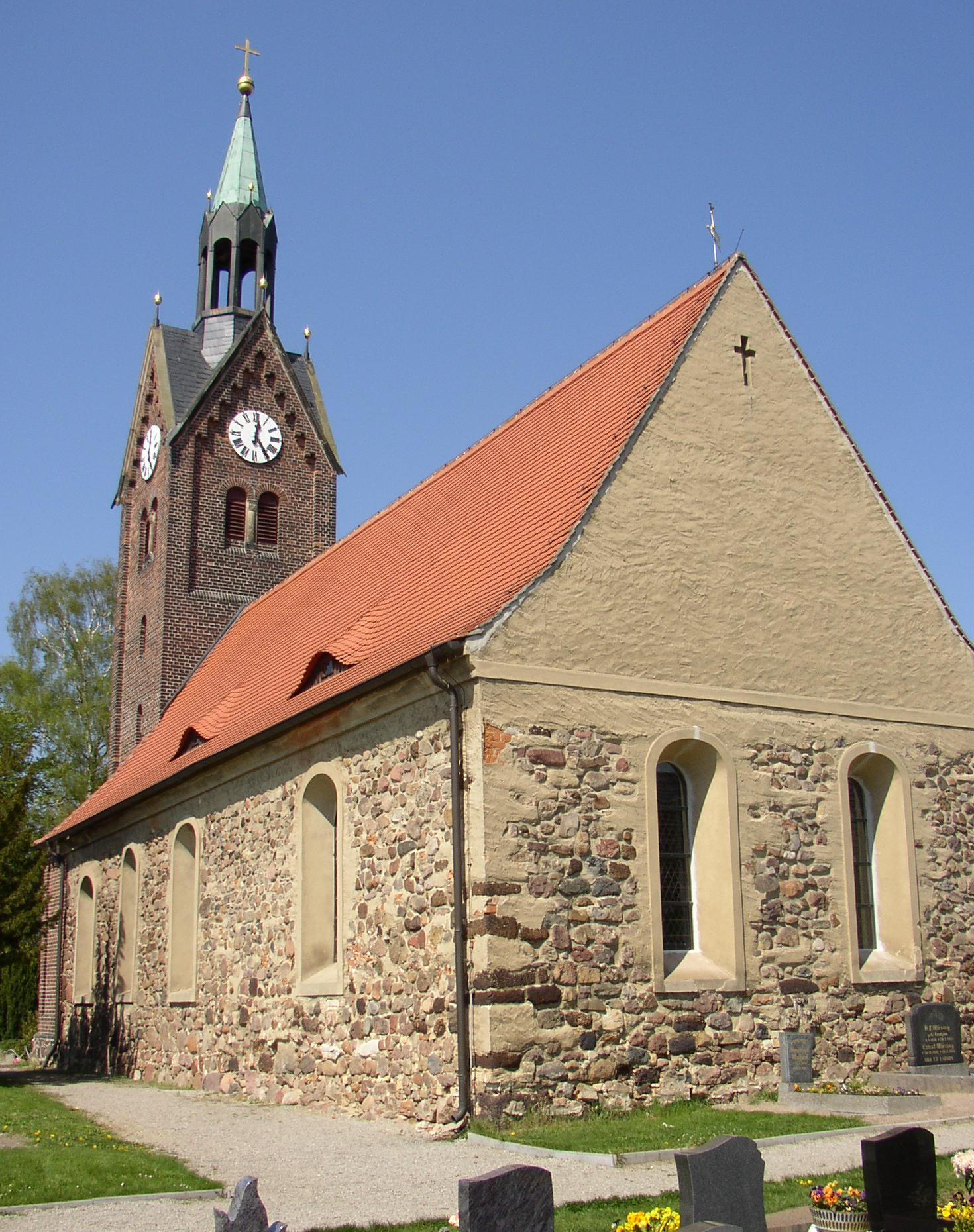
Kirche

## Sehenswürdigkeiten
- Romanische Dorfkirche (ca. 1250) mit Turm aus dem 19. Jahrhundert
- Ehemaliger NVA-Führungsbunker „Buche“ zwischen Söllichau und Kossa
- Bronzezeitliche Hügelgräber an der Kreisstraße 2029 Söllichau – Korgau – Pretzsch (Elbe)
- Röhrenkästenbrunnen
- Alte Dorfschmiede
- Heimatstube
- Gesundbrunnen, Sieben-Arm-Säule

Gedenkstätten
- Grabstätten auf dem Ortsfriedhof für zwei namentlich bekannte Polen, die während des Zweiten Weltkrieges nach Deutschland verschleppt und Opfer von Zwangsarbeit wurden.
- Gedenktafel am ehemaligen Klubhaus „Oskar Böhm“ an den Namensträger, einen kommunistischen Stadtverordneten, der 1944 bei seiner Deportation aus der Haftanstalt Werl ums Leben kam.

## Wirtschaft und Infrastruktur

### Verkehr
- Söllichau ist Verkehrsknoten für zwei Landes- und zwei Kreisstraßen, die für den regionalen Verkehr von gehobener Bedeutung sind.
- Söllichau war seit dem 12. Dezember 2010 der südliche Endpunkt der Bahnstrecke Pretzsch–Eilenburg und wurde täglich von einem Zugpaar durch die Vetter GmbH und die Deutsche Regionaleisenbahn angefahren. Doch schon zum Fahrplanwechsel am 25. August 2011 wurde die Zugverbindung nach Söllichau mangels ausreichender Nachfrage wieder aufgegeben.

### Kommunale Infrastruktur
Söllichau hält für die Kinderbetreuung eine Kindertagesstätte und für den Bereich Brandschutz/Hilfeleistung eine Freiwillige Feuerwehr mit erweiterter Grundausstattung vor. Ferner führt der Ort einen kommunalen Wasser- und Abwassereigenbetrieb und ist Eigentümer einer biologischen Kläranlage.

## Persönlichkeiten
Söhne und Töchter des Ortes
- Ottilia Ludwig (1813–1900), Schriftstellerin
- Otto-Friedrich Gandert (1898–1983), Altertumswissenschaftler
- Hanns Gläser (1903–1977), Forstwissenschaftler
- Walter Niklaus (1925–2021), Autor, Regisseur, Schauspieler
- Hubert Matthes (1929–2018), Landschaftsarchitekt